# 청풍논객
《청풍논객》은 CJB의 아침 시간대의 시사토크 프로그램이다. 방영시간은 매주 월~금 오전 07:30 ~ 07:50이다.

## 기획의도
- 도내 최고 논객들의 입담을 통해 그날그날의 이슈를 분석하고 비판하는 데일리 정통 시사토크 프로그램으로 출근 전 직장인들과 주부들을 대상으로 지역 현안과 쟁점 중에 그날의 주제를 선정하고 그 주제에 맞는 논객이 출연해 매일 정확한 정보 분석과 빠른 정보를 전달합니다. 생생하고 속 시원한 이슈 분석으로 충북지역의 대표 시사 프로그램인 "청풍논객"은 매주 월~금요일 아침 7시 30분에 시청자 여러분을 찾아갑니다.

## 같이 보기
- CJB
- 모닝와이드